# Cataratas Purakaunui

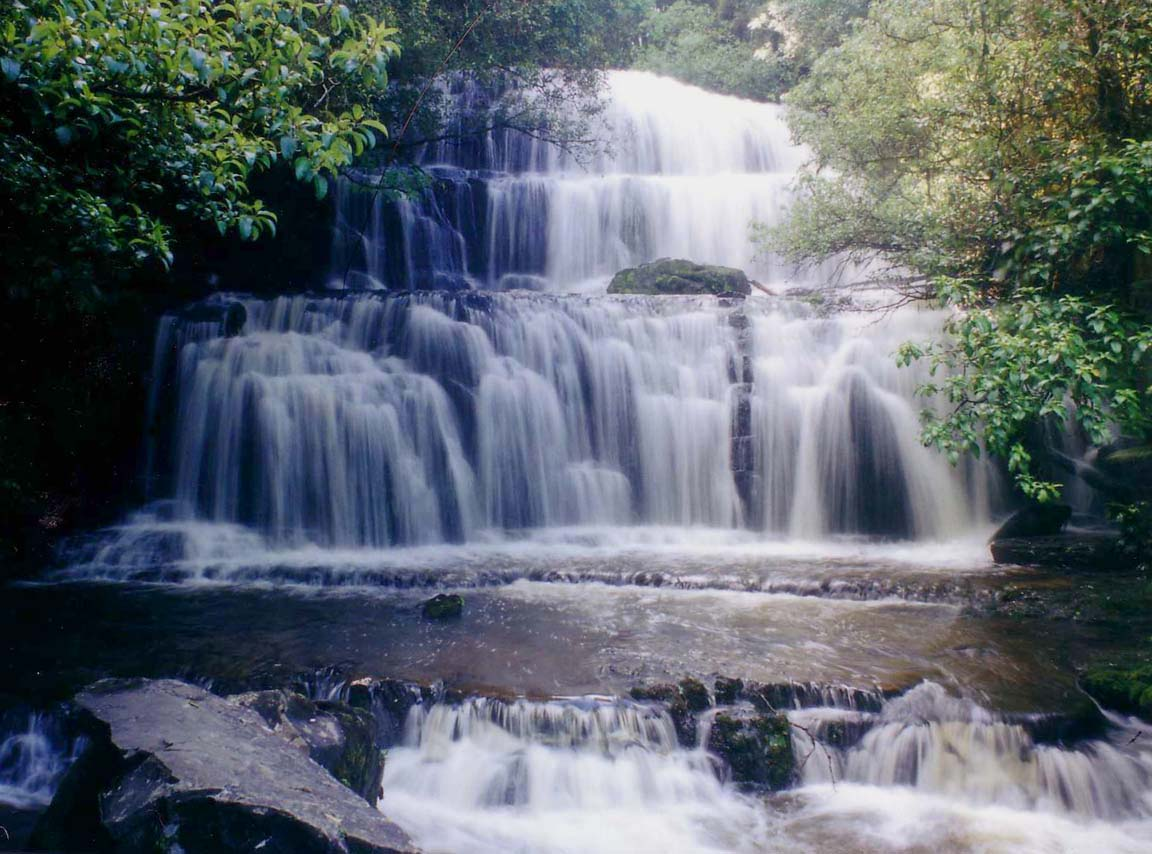
Cascadas de Purakaunui.

Las cataratas Purakaunui son un sistema de cascadas del río Purakaunui, localizado en The Catlins, Isla Sur, Nueva Zelanda. Es uno de los paisajes más conocidos de la zona sur del país.

## Localización
Las cataratas se encuentran a 17 km hacia el suroeste de la ciudad de Owaka, a cinco kilómetros de la desembocadura del río en el océano Pacífico. 